# Какетио (народ)
Какетио (исп. Caquetío) — индейцы северо-западной Венесуэлы, жившие на берегах озера Маракайбо во времена испанского завоевания. Они переселились вглубь страны, чтобы избежать порабощения испанцами, но в конечном итоге были уничтожены, как и их соседи, Кирикире и Хирахара. Какетио также проживали на островах Арубе, Кюрасао и Бонайре, когда те были впервые колонизированы Алонсо де Охеда в 1499 году. Язык Какетио относится к аравакской семье языков. Какетио и Хирахара говорили на одном языке, и их культуры были весьма схожи. Язык какетио называют «языком-призраком», потому что от него практически не осталось следов. Осталось только название, сохранившееся в текстах XVII века.

## Аруба, Кюрасао и Бонайре

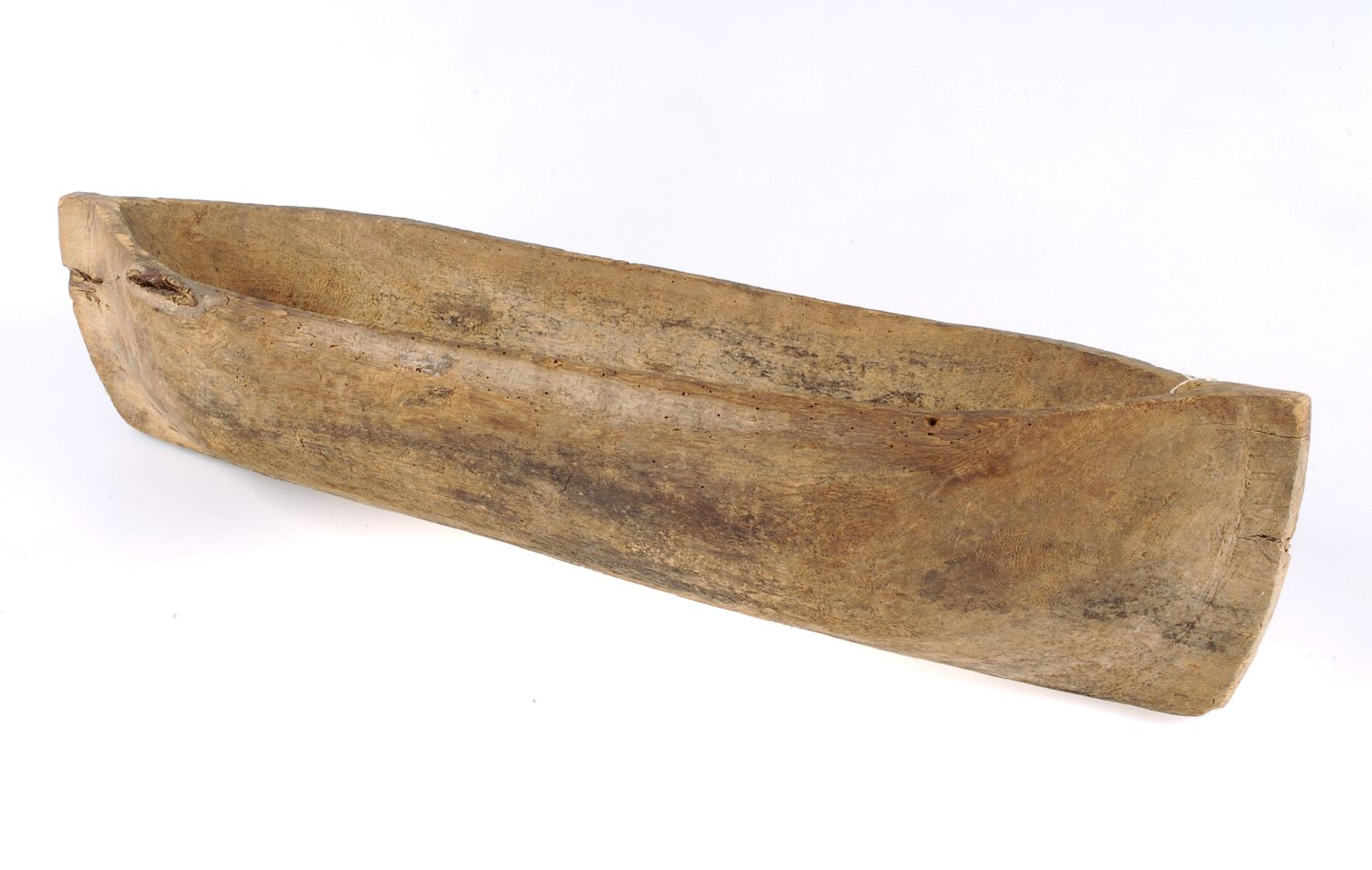
Каноэ, на которых Какетио прибывали на Антильские острова

Когда испанцы прибыли на Арубу около 1500 года, они обнаружили на ней народ какетио, которые жили так же, как и в каменном веке. Какетио, вероятно, мигрировали на Арубу, Кюрасао и Бонайре на каноэ, сделанных из выдолбленных бревен, которые они использовали для рыбалки. Такие переходы с полуострова Парагуана в Венесуэле через 27 км открытого моря на Арубу были возможны только на каноэ, которые строили венесуэльские какетио.

## Венесуэла
«Этот народ очень велик, но живет во многих районах, отделенных друг от друга», — так резюмировал летописец XVI века Хуан де Кастельянос.
Какетио обосновались не только в прибрежном регионе на западе нынешней Венесуэлы, но и по меньшей мере в двух других регионах: в долине Баркисимето в штате Лара и на территории нынешнего колумбийского штата Льянос Ориенталес. В плодородной долине Баркисимето, по словам Николауса Федермана, первого конкистадора, вступившего на их землю, было 23 больших поселения, и они могли собрать 30 000 воинов. Согласно совпадающим сообщениям летописцев Хуана де Кастельяноса и Гонсало Фернандеса де Овьедо-и-Вальдеса, они населяли саванны от реки Апуре на севере до реки Касанаре на юге.

## История

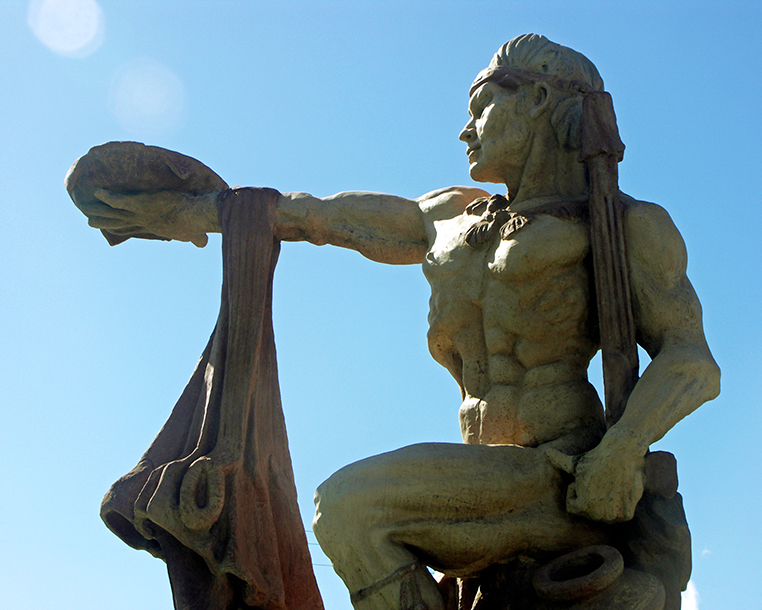
Статуя Манауре (вождя какетио) на площади Манауре в Коро, Венесуэла.

### Испанский период
В первые годы колонизации испанцы называли коренных жителей Арубы какетио. Кроме того, какетио на материке были географически самым близким к Арубе племенем, а археологические данные указывают на тесные связи между обеими группами в доколумбовы времена. Возможно, к моменту прибытия испанцев в 1499 году на Арубе проживало до 600 человек.
В 1513 году Аруба вместе с Кюрасао и Бонайре была объявлена бесхозным островом, а два года спустя около 2000 какетио с трех островов вместе взятых были перевезены на Испаньолу для работы в шахтах. Предположительно, эти люди составляли все население островов, но 150-200 человек были возвращены на Арубу и Кюрасао в 1526 году для работы по экспорту Paubrasilia echinata, Prosopis juliflora и Caesalpinia coriaria. Люди, вернувшиеся на Арубу и Кюрасао, были в основном какетио, но в группу были включены и некоторые араваки с других Карибских островов. Из-за сложности пещерных лабиринтов Арубы, возможно, что это были в основном местные жители, избежавшие депортации, но они могли быть и недавними переселенцами с материка. Кроме того, значительные миграции беглецов с материка на Арубу происходили с 1529 по 1556 год, во время развития венесуэльской колонии.

### Нидерландский период
Аруба была заброшена испанцами с 1533 года до голландского завоевания в 1636 году, когда на острове широко использовались испанский и местные языки (особенно какетио). После голландского завоевания испанцы бежали, а местные жители были депортированы на материк, поскольку считались сочувствующими испанцам. Однако в том же 1636 году голландская Вест-Индская компания поручила Арубе разведение лошадей и крупного рогатого скота, и местные жители были выбраны для этих целей, поскольку имели хорошую репутацию охотников на диких лошадей. Кроме того, некоторые участники войны с испанцами к западу от Маракайбо бежали на Арубу.
Значение Арубы уменьшилось после заключения мирного договора между Нидерландами и Испанией в 1648 году, и остров снова стал заброшенным. В 1655 году голландская Вест-Индская компания признала свободных жителей Арубы в качестве торговых партнёров. Этим людям был выделен участок земли, на котором они могли содержать себя за счёт земледелия; они также занимались рубкой и продажей древесины и добычей морских ресурсов. Александр Оливье Эксквемелин, написавший о своём опыте буканьера в Карибском бассейне, даёт описание образа жизни арубцев во второй половине XVII века. Эксквемелин отмечает, что жители говорили по-испански, были католиками, и их часто посещали испанские священники с материка. В качестве примера прочных связей с материком можно привести тот факт, что в 1723 году около 200 жителей согласились покинуть Арубу, чтобы поднять венесуэльский город Эль-Карризаль под церковную юрисдикцию города Коро.
Согласно записям голландского правительства, последний настоящий уроженец Арубы, Николас Пиклас (нидерл. Nicolaas Pyclas), умер на Арубе в 1862 году. Однако и сегодня в лицах многих коренных арубинцев сохранились узнаваемые черты. Недавний анализ митохондриальной ДНК на Арубе показал наличие индейской ДНК, все ещё присутствующей в населении.